# Tractor

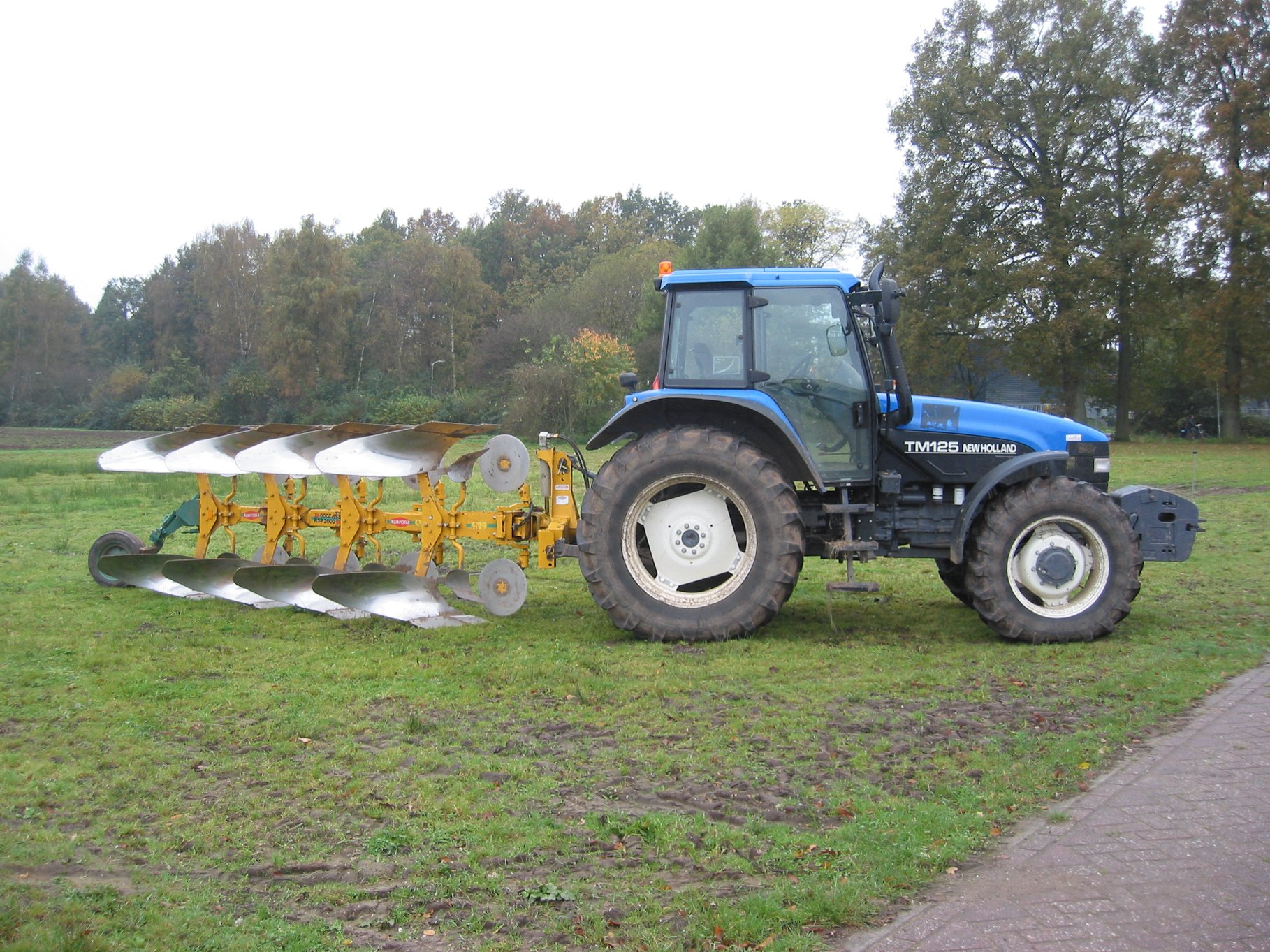
TM125 van New Holland met wentelploeg

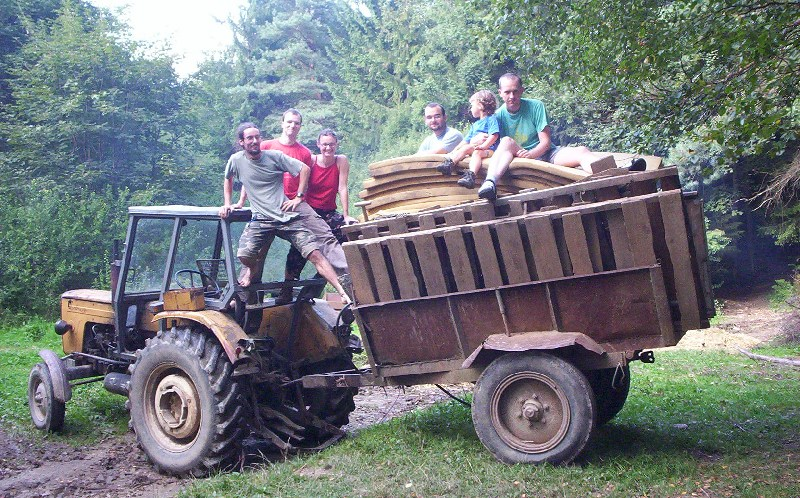
Tractor met aanhanger

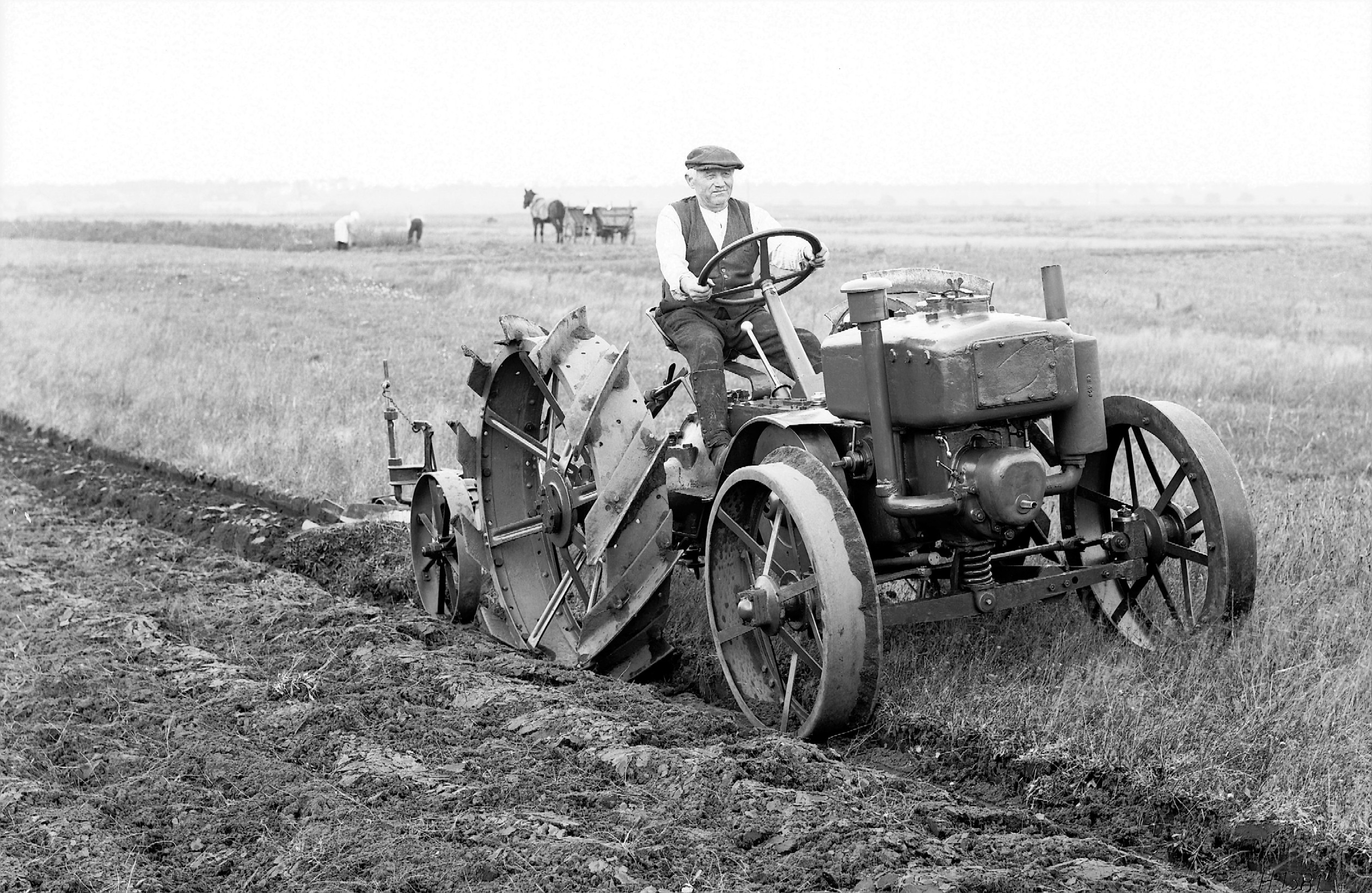
Mercedes-Benz dieseltractor OE

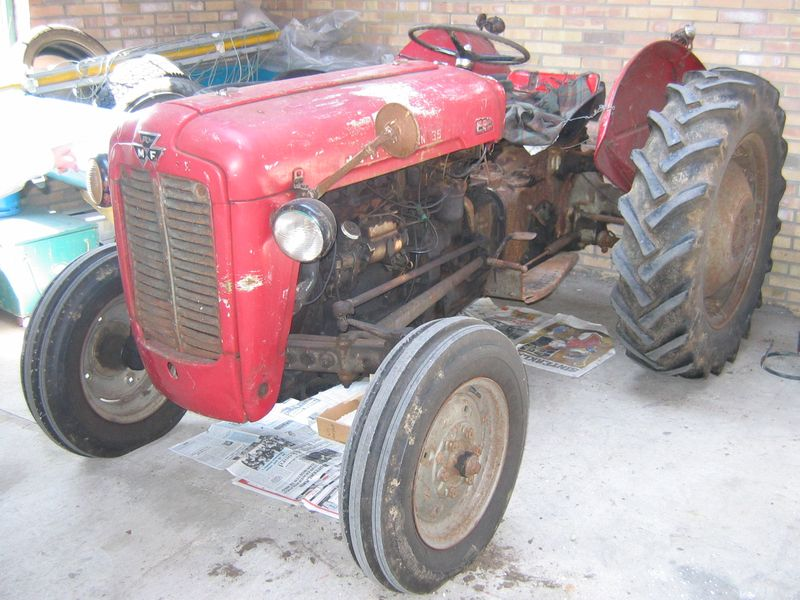
Tractor van het merk Massey Ferguson

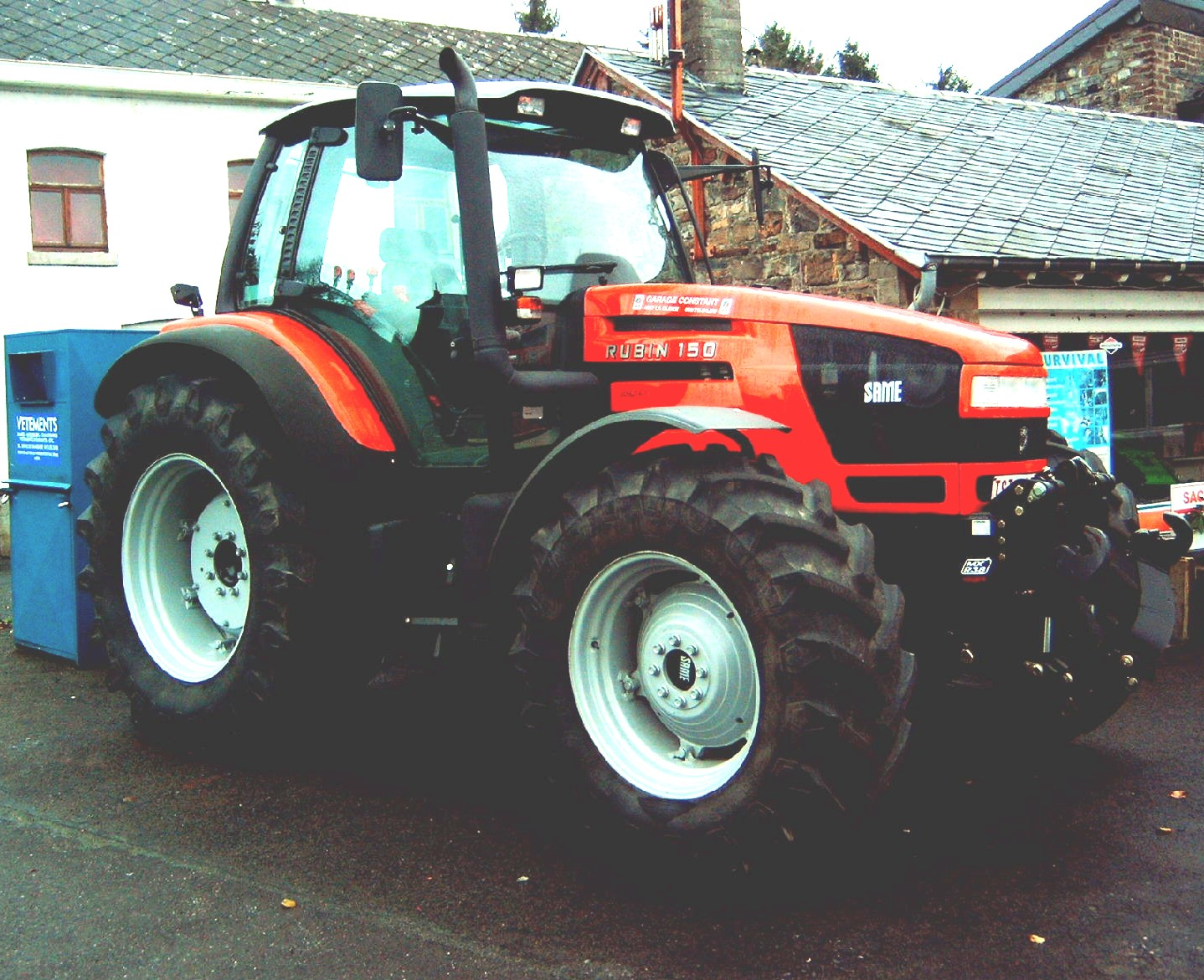
Tractor van het merk SAME: Rubin 150

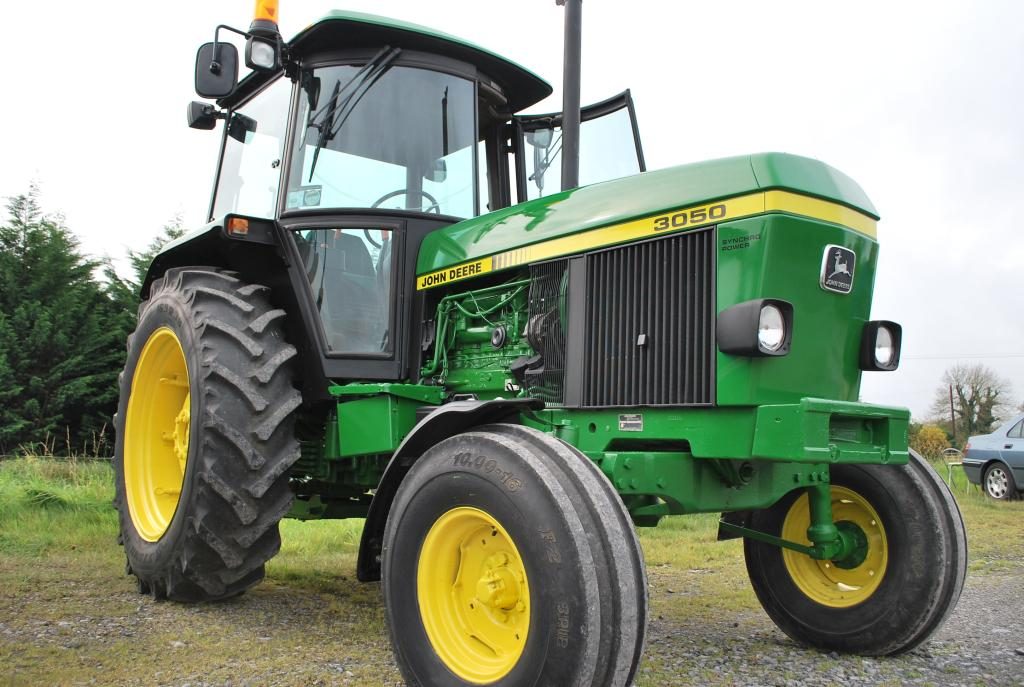
Tractor met veiligheidscabine

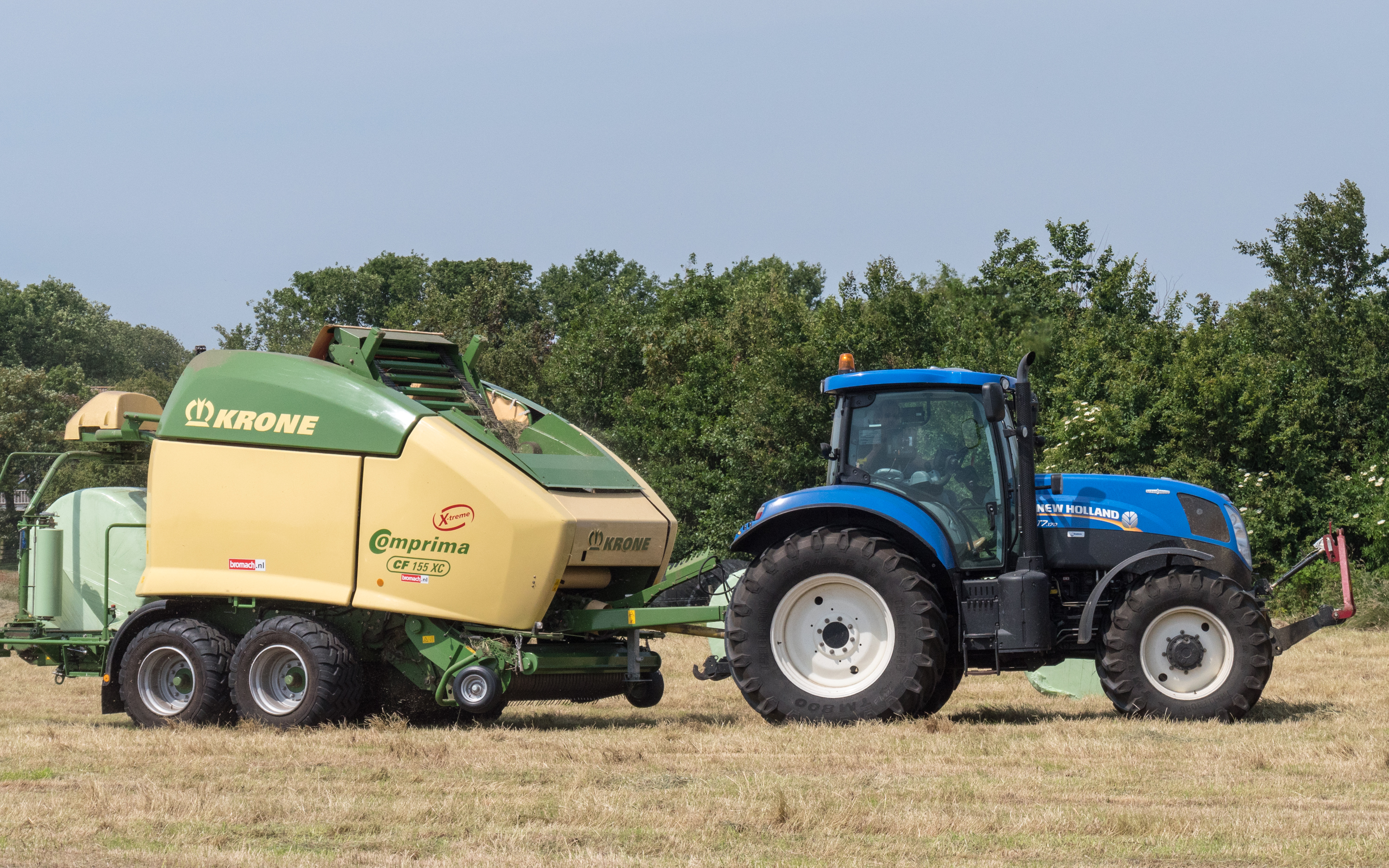
Moderne tractor van het merk New Holland

Een tractor of trekker is een voertuig dat oorspronkelijk werd ontwikkeld voor gebruik in de landbouw ter vervanging van het paard, maar dat ook voor andere doeleinden wordt gebruikt. Het woord tractor (afgeleid van het Latijnse trahere, dat "trekken" betekent) is een algemene omschrijving voor een voertuig dat een passief voorwerp dat geen eigen aandrijving heeft, kan trekken, duwen of slepen. In de geïndustrialiseerde wereld heeft de tractor de rol van trekdieren in het boerenbedrijf en elders vrijwel volledig overgenomen. In Nederland zegt men meestal 'trekker', in Nederlands-Limburg en Vlaanderen is 'tractor' meer gangbaar.

## Geschiedenis
Voor 1889 waren (stoom)tractoren eigenlijk locomotieven die dorsmachines konden verplaatsen en ploegen konden trekken. Ze kwamen op dat moment alleen nog in Amerika voor. Het probleem met de machines was dat ze log en zwaar waren. Daarnaast was het moeilijk om ze te manoeuvreren. Ze waren dus ongeschikt voor de kleine percelen in Nederland en België. 
Aan het eind van de negentiende eeuw kwamen de eerste tractoren met een verbrandingsmotor op de markt. In Europa waren dat doorgaans tractoren met een dieselmotor en in Noord-Amerika ook veel met een benzinemotor, waarvan vele ook geschikt zijn om op kerosine te rijden. Kerosine heeft een veel hogere ontstekingstemperatuur dan benzine, waardoor deze soort tractoren, als de motor koud is, alleen maar gestart worden op benzine. Pas als de motor op temperatuur was, kon op petroleum overschakelen. Om de tractor uit te zetten, moest deze vroegtijdig overgeschakeld worden op benzine. Later weer opstarten moest met een koude motor.
In 1892 werd de eerste tractor met een benzinemotor (16pk), die voor- en achteruit kon rijden, ontwikkeld door John Froehlich, een smid uit Iowa. Nadat hij zijn uitvinding had laten zien, startte hij samen met een aantal zakenlieden uit Waterloo het bedrijf Waterloo Gasoline Traction Engine Company. Er werden er slechts twee tractoren verkocht, die kort daarna weer teruggebracht werden. Het bedrijf ging daarom tijdelijk over op het bouwen en verkopen van stationaire motoren.
In 1902-1903 kwam de Engelse tractor 'Ivel', ontwikkeld door Dan Albone, op de markt. De Ivel was een lichtgewicht tractor (1500 kg) op drie wielen met een verbrandingsmoter (20 pk bij 850 omwentelingen per minuut), en kostte 300 pond. Groot-Brittannië was daarna nog lange tijd voorloper in de ontwikkeling van de tractor. Het was de allereerste tractor die op een Belgische ploegarbeid verrichtte. Ook in Duitsland waren er in het begin van de 20ste eeuw ontwikkelingen rondom tractoren. 
Gedurende de Eerste Wereldoorlog kwam de Europese tractorproductie volledig stil te liggen. De meeste fabrieken gingen over op oorlogsproductie. Aangezien Amerika tot 1917 uit de oorlog bleef, gingen de ontwikkelingen daar wel verder. In 1907 kwam de eerste Fordson wieltractor, geproduceerd door Ford, met een 20 pk motor op de markt. Het grootste voordeel van deze tractor was het gewicht van slechts 1220 kg.
Hoewel in Amerika en Groot-Brittannië de tractor na de Eerste Wereldoorlog steeds populairder werd, bleven de verkopen in Nederland en België achter. De bedrijven hier waren relatief klein, waardoor de tractor een duur alternatief was voor paardenkracht. Daarnaast was de arbeid in Nederland en België minder schaars en duur dan in Amerika en Groot-Brittannië. Wel ontstond er een eigen alternatief voor de tractor: de zogenaamde 'autotrekker'. Dit was eigenlijk een omgebouwde tweedehandsauto die wagens kon trekken en gebruikt werd bij het ploegen en eggen. Ze werden gebouwd in garages, smederijen en andere ambachtelijke bedrijfjes. De prijs van zo'n autotrekker was 70% lager dan een lichte petroleumtrekker.
In de jaren twintig en dertig werd de tractor sterk verbeterd dankzij de ontwikkeling van de aftakas (1921), de luchtbanden (1932) en de driepuntsophanging (1933). Het gebruik nam daardoor snel toe, doordat de tractor nu geschikt was voor stationaire aandrijving, veldwerk en transport.
Gedurende de Tweede Wereldoorlog werd in de fabrieken in Europa weer overgeschakeld op oorlogsproductie. Ook werden in Nederland en België veel tractoren door de bezetter in beslag genomen. De oorlog zorgde in Amerika en Groot-Brittannië juist voor een snelle toename van het aantal tractoren, ondanks dat ook daar een gedeelte van de fabrieken overging op oorlogsproductie. De mobilisatie van de mannen leidde echter tot een gebrek aan arbeidskrachten op de boerderij, waardoor mechanisatie noodzakelijk was.
Als gevolg van de schaarste op de arbeidsmarkt na de Tweede Wereldoorlog namen de lonen snel toe. Daarnaast bleef de prijs van tractoren redelijk stabiel door een groeiende productiecapaciteit van de industrie. Hierdoor was het steeds economischer om een tractor aan te schaffen. Na 1945 is er dan ook een sterke groei zichtbaar geweest in het aantal tractoren in Nederland.

## Constructietechniek

### Wielen
Over het algemeen zijn de achterwielen groter dan de voorwielen (niet bij alle trekkers, bijvoorbeeld bij knikwielbesturing niet). Hierdoor kan een trekker zich beter voortbewegen over het veld. Door gebruik te maken van twee paar achterwielen (dubbellucht) kan de wieldruk verminderd worden. Hierdoor krijgt de trekker weliswaar minder grip, maar zakt hij minder snel in de grond. Tegenwoordig wordt meer gebruikgemaakt van extra brede banden, tot zelfs een meter breed, om de druk te verminderen. Meer druk betekent diepere sporen en schade aan de grondstructuur of het gewas, wat zo veel mogelijk wordt vermeden. De banden hebben ook een tap, zodat ze beter grip hebben op de grondlaag. Een alternatief om de druk te verlagen is het gebruik van rupsbanden.

### Aankoppeling
Achter een tractor kan een wagen of landbouwwerktuig worden gekoppeld. De koppeling behoort zich lager dan de achteras te bevinden. Men bevestigt de wagen ook niet rechtt de tractor, zodat er minder risico is op verdichting van de bodem. Bevindt de koppeling zich hoger, dan bestaat het gevaar dat de tractor achteroverslaat als de wagen blijft vastzitten, bijvoorbeeld achter een boomwortel. Veel boeren nemen echter dat risico en kiezen een hogere koppeling, omdat er dan krachtiger getrokken kan worden.

### Ophanging en aftakas
Achter de tractor kunnen allerlei landbouwwerktuigen worden gekoppeld, waarmee geploegd, gezaaid, bemest en geoogst kan worden. Sinds de jaren zestig wordt hiervoor standaard een driepuntsophanging gebruikt, een uitvinding van Harry Ferguson, die hydraulisch in hoogte kan worden versteld. Werktuigen kunnen tevens door de motor van de tractor worden aangedreven, door ze te koppelen aan de aftakas aan de voor- of achterzijde. Ook bestaat de mogelijkheid om werktuigen hydraulisch te activeren.
Bij oudere tractoren wordt de aandrijving van de aftakas door middel van de enkelvoudige koppeling gelijktijdig met de aandrijving op de wielen ingeschakeld.
Tractoren zijn voorzien van een doordraaiende aftakas. Dat wil zeggen dat als men de dubbele koppeling laat opkomen, eerst de aftakas wordt aangedreven. De wielen worden pas aangedreven zodra de koppeling wat verder opkomt. Het voordeel is dat het door de aftakas aangedreven werktuig al op toeren is voordat de tractor in beweging komt en dat de machine blijft doordraaien bij stoppen of van versnelling veranderen.
De aftakas heeft instelbare overbrengingsverhoudingen met de motor. Bij het optimale vermogen van de motor (vaak rond een motortoerental van 1800 toeren) draait de aftakas dan 540, 750 of 1000 toeren per minuut. Bij oude(re) trekkers is het toerental niet schakelbaar en is soms een tweede aftakas (of omschakelbare aftakas) beschikbaar, om twee verschillende toerentallen mogelijk te maken.
De meeste trekkers, zowel oude als nieuwe, hebben de mogelijkheid dat de aftakas niet in werking treedt als de koppeling wordt losgelaten. Het inwerkingstellen van de aftakas gebeurt dan onafhankelijk van de koppeling door middel van een hendel, draaiknop of drukknop in de cabine van de trekker door middel van elektrische sturing. 

### Versnellingsbak
Veel tractoren hebben meerdere versnellingen om zo veel mogelijk kracht te kunnen produceren en toch met een op het werktuig aangepaste snelheid te kunnen rijden. Zodoende kan een tractor met een hoog toerental zeer langzaam rijden en voldoende koppel hebben om een machine aan te drijven. Op de weg kan een trekker wel zo'n 50 à 60 kilometer per uur rijden. Naast handgeschakelde transmissies komen ook (semi)automatische transmissies voor, al dan niet traploos. Er bestaan ook zogenaamde "PowerShift"-transmissies, de naam kan bij elk merk verschillen. Bij de Massey Ferguson noemt men dit de Dyna. Daarbij kan men de versnellingsbak aanpassen via de computer van de tractor. Men kan dan van een semi-automatische naar een volledig automatische transmissie schakelen. Daar wordt geen koppelingspedaal meer toegepast. Alleen het gas- en het rempedaal. Met dergelijke systemen kunnen bijvoorbeeld twee verschillende snelheden ingesteld worden om daar snel tussen te schakelen. Hierdoor kan men op het eind van de akker snel keren en dan weer met de gewenste snelheid/kracht de werkzaamheden voortzetten. Ook kan, om brandstof te besparen, instellen of voor lanwerk de kracht (toerental) het belangrijkste is, of de snelheid voor transport. 
Geavanceerde systemen kunnen nog meer tegelijk aansturen zoals de hefinrichting(en), hydraulische systemen en aftakas(sen) en in combinatie met GPS is een trekker zelfs volledig zelfrijdend/sturend te maken.
De aandrijving van de trekker is bij oude trekkers alleen op de achterwielen. Vierwielaandrijving is ook mogelijk waarbij de voorwielen een fractie sneller draaien dan de achterwielen. Hierbij is ook mogelijk om het (sper-) differentieel te blokkeren, per as, of op beide assen tegelijk.

### Knikbesturing en vierwielbesturing
Naast de gewone besturing met stuurbekrachtiging zijn er ook tractoren met knikbesturing, die vooral in de bosbouw en wegenbouw worden gebruikt. Bij knikbesturing kan de tractor in het midden knikken (draaien), waardoor er zeer korte bochten genomen kunnen worden. Enkele merken kniktractoren zijn BCS, New Holland en Pasquali.
Ook vierwielbesturing is mogelijk. Dit zijn machines met vier even grote wielen die alle aangedreven worden. Ook hierdoor krijgt men een kleinere draaicirkel. Voorbeelden hiervan zijn JCB Fasttrac, MB-trac van Mercedes en de werktuigendrager van Fendt. De meeste merken passen deze techniek toe bij een of meer modellen.

### Diversen
Moderne tractoren zijn voorzien van een rolbeugel of veiligheidscabine, die de inzittende(n) beschermt wanneer de tractor kantelt (dit is een wettelijke verplichting). 
Bepaalde technieken komen gewoon overeen met een auto. Zo heeft een trekker een koppelings-, een rem- en een gaspedaal. Veel trekkers hebben echter een rem die uit twee delen bestaat, waardoor het mogelijk is een afzonderlijk wiel te remmen voor het maken van korte bochten of een slippend wiel af te remmen. Ook heeft een trekker een inschakelbaar differentieelslot (sperdifferentieel), om te zorgen dat de twee (of vier) wielen met gelijke snelheid moeten gaan draaien. Bij een ingeschakeld differentieelslot wordt de bestuurbaarheid negatief beïnvloed, daar de trekker bij voldoende grip rechtuit wil rijden. Om dit probleem op te lossen bestaat er nu ook een gelimiteerd slipdifferentieel.

## Soorten tractoren
- Kniktrekker
- Portaaltrekker
- Smalspoortrekker
- Systeemtrekker
- Transporttrekker
- Werktuigendrager

## Voorschriften rijbevoegdheid

### Nederland
- Een persoon mag vanaf 16-jarige leeftijd met een tractor werkzaamheden dan wel arbeid verrichten, mits deze persoon in het bezit is van een T-rijbewijs. Een trekker mag niet zonder rijbewijs bestuurd worden. Dit is met ingang van 1 juli 2015 ingevoerd. Wie in het bezit is van een B-rijbewijs, mag het T-rijbewijs erbij laten zetten, mits dit voor de invoering van het T-rijbewijs behaald is.

#### Kenteken
In bijna alle landen wordt een tractor als motorvoertuig beschouwd en zo geregistreerd. In Nederland wordt een tractor niet geregistreerd en heeft doorgaans geen kenteken. Op 19 mei 2020 ging de Eerste Kamer akkoord met de kentekenplicht voor trekkers en landbouwvoertuigen. Deze wetgeving kent een aantal uitzonderingen op de kentekenplaatplicht voor landbouwvoertuigen. Bijvoorbeeld voor voertuigen die het erf nooit verlaten en voor fruitpluktreintjes of smalspoortrekkers tot 1,30 meter breedte. Getrokken werktuigen moeten voorzien zijn van een witte kentekenplaat met het kenteken van het trekkend voertuig. Kan de aanhanger in combinatie met het voertuig harder dan 25 km/u, dan is een eigen plaat nodig.
Iemand die zijn bedrijf gedeeltelijk in het buitenland uitoefent, bijvoorbeeld een boer die grond in Duitsland of België heeft, kan daarvoor in Nederland nog een kenteken aanvragen. Dit bevat dan de letters GV (grensverkeer). Voor andere doeleinden wordt nog geen kenteken verstrekt.

#### Rijbewijs
Met ingang van 1 juli 2015 is in Nederland voor het rijden met een tractor over de openbare weg een rijbewijs-T vereist. Dit is een rijbewijs dat behaald kan worden bij het CBR. Het rijbewijs vervangt het trekkercertificaat. In België is dit het G-rijbewijs en dit kan behaald worden vanaf 16-jarige leeftijd.
Als alternatief voor mensen die vaak al tractor reden maar geen certificaat vakbekwaamheid nodig hadden, mogen mensen die al in bezit waren van een rijbewijs-B, bij de volgende verlenging rijbewijs-T laten bijschrijven en tot die tijd op hun oude rijbewijs een tractor besturen. Deze uitzondering eindigt op 1 juli 2025.

### België
Voor het besturen, op de openbare weg, van land- en bosbouwvoertuigen en aanhangwagens is een specifiek Belgisch rijbewijs-G vereist, tenzij voor personen, geboren voor 1 oktober 1982. Houders van een ander rijbewijs mogen een voertuig van de categorie G besturen tot een maximaal toegelaten massa (MTM) van de voertuigen uit de eigen categorie. 

## Producenten
Er bestaan tientallen merken tractoren, geproduceerd in ruim 20 landen. De belangrijke producenten zijn onder meer: Case IH, Claas, Deutz-Fahr, Fendt, John Deere, Kubota, Mahindra, Massey Ferguson en New Holland. 